# Atherigona poecilopoda
Atherigona poecilopoda este o specie de muște din genul Atherigona, familia Muscidae, descrisă de Mario Bezzi în anul 1928. Conform Catalogue of Life specia Atherigona poecilopoda nu are subspecii cunoscute.